# Книга пророка Аггея
Книга пророка Огія — десята з дванадцятьох книг Малих пророків у кінці Старого Завіту.
У своєму перекладі Іван Огієнко подає ім'я пророка як Огій, Хоменко — Аґґей, Турконяк — Ангей (Аггей).

## Автор і дата
Огій був одним з юдейських колоністів Єрусалима у 520 р. до Р. Хр., коли записувалися його пророцтва (Ездра 5:1-2; 6:14). Чотири звістки, які Господь передав через Огія, були адресовані конкретним людям. Перша — правителю Зоровавелю та первосвященику Ісусу (Ог. 1:1 . Друга — Зоровавелю, Ісусу та народу (Ог. 2:2). Третя — священикам (Ог. 2:11) і четверта — Зоровавелю (Ог. 2:21).

## Ціль написання
Ключова фраза пророцтв Огія «Розважте добре у вашім серці» (Ог. 1:5,7; 2:15,18). Таким чином, Бог звертався до народу і його релігійного керівництва, щоб пробудити у них почуття духовної відповідальності. Бог закликає представників двох верств юдеїв перестати бути байдужими. Щирі віруючі повинні згадати, що Бог є милостивий. Ситуація може бути виправлена, не зважаючи на те, що гріхи, які були зроблені їхніми батьками, не прощаються. Лицеміри серед юдеїв чекали лише обіцяних благословінь. Вони лише змінили один вид ідолопоклонства на інший. Коли благословення не матеріалізувалися, вони були розчаровані.
Спільна ідея пророцтв у тому, що сьогодні ми не можемо знати, що Бог зробить завтра. Не можна судити за зовнішніми ознаками про виконання Богом Його обіцянок. Послання Огія має дві сторони: докір і підбадьорення. Колоністи будуть покарані за свою байдужість, але серед негараздів їх чекає потішення.

## Вчення
Книга Огія практична, у ній говориться про служіння віруючого Богові. Бездіяльність і байдужість — гріхи, які послаблювали народ Божий у всі часи. Богові завжди імпонували зацікавлені та діяльнісні віруючі (Рим. 13:11-14).
Присутність Бога повинна підбадьорювати і вселяти впевненість (Мт. 28:19-20; Еф. 3:8-21; Євр. 13:5-6).
Усі віруючі повинні уникати поганого впливу та гріха (2Кор. 6:14-7:1). В іншому разі віруючий не придатний для служіння Богові (2Тим. 2:19-26). Непокірне Боже дитя може бути позбавлене благословінь і покаране Богом (Євр. 12:3-13; Як. 4:1-3).
Звістка про Божий суд над грішниками і утвердження месіанського царства — це звістка надії для віруючих Нового Завіту, як і для юдеїв часів Огія (Рим. 15:4-13; 2Пет. 3:10-18).
Ключова фраза Книги Огія «Розважте добре у вашім серці» перегукується з текстами 1Кор. 11:22 та 2Кор.13:5, а також з працями про наслідки гріха і Боже благословення (Юд. 1:1-25).
Огій 14 раз називає Бога «Господь Саваоф». цей титул часто використовувався у пророчих книгах періоду після вигнання. У Огія, Захарії і Малахії він зустрічається більше ніж 80 разів. Ці пророки вчать, що Бог всемогутній і керує усіма духами небес і творіннями на землі.
Огій також свідкує про богонатхненну рису Слова Божого і Його влади. Знову і знову пророк заявляє, що до нього звертався Бог і що самі Він — автор цих звісток (принаймні 25 разів у 28 віршах).

## Зміст

### Перше послання
Перша звістка, яку Огій повинен був передати юдеям, була дана йому «першого дня місяця» (Ог. 1:1). У перший день щомісяця юдеї повинні були приносити особливі жертвоприношення у святилище (Чис. 28:11-15). Бог вибрав цей конкретний час, щоб заявити про гріхи народу у зв'язку з незавершеним святилищем.
Перше послання Господа адресовано вождям юдеїв (Ог. 1:1). Зоровавель був головою громадянської влади, а Ісус — духовним вождем, первосвящеником. Разом вони несли відповідальність за діяльність або бездіяльність Божого народу.
Господь говорить, що народ не поспішає діяти (Ог. 1:2). Божий храм не завершений, бо народ вирішив, що «не настав ще час». Божий народ витрачав сили і засоби егоїстично, займаючись будівництвом власних осель (Ог. 1:4).
В Ог. 1:5 звертається увага юдеїв на те, чого Бог вимагає від них зараз, у світлі їх духовної байдужості. Вони повинні замислитися про свій духовний і матеріальний стан: «Розважте добре у вашім серці». Це ключова фраза пророцтва Огія. Народу треба ретельно вивчити свої пóмисли і зрозуміти, що вони обкрадають самих себе своєю неквапністю уже 16 років.
В Ог. 1:6 говориться, що юдеї живуть у бідності, тому що Бог карає їх за гріхи. Бог позбавив їх Свого благословення згідно з завітом (Вт. 28:15-29:1).
Господь знову закликає людей «розважити добре у своїм серці» (Ог. 1:7), після чого підказує, як їм виправити свій стан: «Будуйте дім» (Ог. 1:8). Непослух стосовно відновлення храму — ось причина їх бідності (Ог. 1:9-11).
Відгук вождів і народу був позитивним. Поновлення відбудови храму свідкувало про їх віру в слово Боже (Ог. 1:12). Негайна покора також говорила про те, що вони прийняли звістку Огія, який звернувся до них як «посол Господа, посланий від Господа» (Ог. 1:13).

### Друге послання
Приблизно за місяць Господь знову покликав Огія (Ог. 2:1). У другому посланні продовжується підбадьорення, яким завершується перше послання. Скоріш за все, будівельники храму відчули, якою важкою є їхня задача. Імовірно, їх вірі знову почали погрожувати минулі розбіжності і сумніви. З'явились люди, які намагались заважати відновленню (Езд. 5:3-6:12). Друге послання Огія за загальною тональністю схоже з твердженням Ездри, що «око їхнього Бога було над юдейськими старшинами» (Езд. 5:5). Господь не тільки бачить потреби Своїх слуг, але і посилає їм полегшення і потіху.
Другу звістку Огій отримав в останній день свята Кучок (Лев.23:33-43). Скоріш за все, пам'ять про славну присутність Бога з їх пращурами в пустелі особливо засмутило народ у цій ситуації. Ось чому Господь звертається до всього народу, а не тільки до його вождів (Ог. 2:2). Невже ще хтось живий, хто бачив би часи до вигнання і особисто спостерігав Божу славу, яка перебувала у храмі Соломона (1Цар. 8:1-11; Єз. 9:1-11:23)? Невже нинішній храм — «наче ніщо» у порівнянні з тим (Ог. 2:3)? У Вавилонському Талмуді перераховуються п'ять речей, які були у храмі Соломона, але були відсутніми у новому:
1) ковчег завіту;
2) священний вогонь;
3) слава шехіна;
4) Святий Дух;
5) урім і тумім.
Знову акцентується увага на Божому потішені. Тричі Він повторює, що треба «кріпитись» Ог. 2:4. Щоразу при цьому він звертається до когось з адресатів Божого послання (Ог. 2:2). Заключне повеління — «узятися до роботи в домі Господа». Бог був з народом, Він був джерелом їх сили і спонукав їх до активної діяльності. Святого Духа може і не бути у храмі, але Він залишається серед людей, згідно з Божим завітом (Ог. 2:5).
Для того, аби ще сильніше підбадьорити будівників храму, Бог відкрив їм істину про майбутню славу Свого дому (Ог. 2:6-9). Ця слава прийде після суду (Ог. 2:6-7), коли у храм прийдуть скарби усіх народів (Ог. 2:7). Майбутня слава храму(Ог. 2:3) буде більше, ніж у часи Соломона (Ог. 2:9), тому що слава шехіна повернеться (Ог. 2:7; Єз. 43:1-5) і будівля буде прекрасна. У майбутні часи славного храму у Царстві Божому буде великий мир (Ог. 2:9; Іс. 9:6-7; 66:12; Зах. 6:13).

### Третє послання
Приблизно через два місяці Огій отримав третє послання від Бога (Ог. 2:10). Цього разу основна тема послання — вмовляння, і адресоване воно тільки священикам (Ог.2:11). Огій задає питання про закон Мойсея, щоб навчити священиків опоганюваній природі гріха. Щось чисте чи святе не може розповсюдити свою святість на щось ще(Ог. 2:12). Але нечестиве може передати свої якості на будь-що, опоганюючи його (Ог. 2:13; Лев. 22:4-6; Чис. 19:11).
Використання цього принципу було зрозуміле юдеям: жертви, які вони приносили в ті роки, коли були непокірні, невгодні Богу через нечистоту Юдеї (Ог. 2:14).
Нагадавши юдеям при їх минулу непокору і кару, Бог закликає їх постійно «розважати у серці» (Ог. 2:15,18) і думати про наслідки непокірності. Це допоможе їм у майбутньому уникнути духовної байдужості. Висновок цього послання — нагадування про Божі благословення (Ог. 2:19).

### Четверте послання
У той самий день Огій отримав ще одне послання від Бога (Ог. 2:20). Воно призначалося для Зоровавеля (Ог. 2:21) і говорило про постійність його посади, яка була успадкована від Давида (Ог. 1:1; 2Сам. 7:4-17; 1Хр. 3:1,5,10,17-20). Язичники будуть осуджені, царства світу впадуть (Ог. 2:6-7,21-22). Це буде приготуванням до Божого правління (Об. 11:15-18).
Огій звіщає Зоровавелю (Ог. 2:23), що обіцянки, дані Богом Давиду, залишаються у силі після 70-ти років вавилонського полону і 16-ти років застою серед юдеїв, які повернулись у Єрусалим. Зоровавель був вибраний Богом на роль «печатки». Печатка являла собою циліндр або кільце і підтверджувала справжність підпису. Царі скріплювали такими печатками свої укази (Есф. 3:10; 8:8-10) і підтверджували авторитет своїх посланців (Бут. 41:42). Таким чином, якщо Бог призначає Зоровавеля на роль «печатки», — отже, Зоровавель, як печатка Бога, засвідчує продовження роду Давида, із якого вийде Месія (Мт. 1:12; Лк. 3:27).